# Calitate
Calitatea este un concept care se utilizează în domeniile vieții economice și sociale, însă care prezintă un caracter subiectiv și care are semnificații particulare pentru domenii, sectoare, funcțiuni sau obiecte specifice. Calitatea este un termen general, aplicabil la cele mai diferite trăsături sau caracteristici, fie individuale, fie generice și a fost definită în diferite moduri de către diverși experți sau consultanți în calitate, care îi atribuie deci acestui termen semnificații diferite.
Acest articol nu abordează aspectele și nuanțele calității ca o categorie filozofică, ci se limitează numai la utilizarea conceptului de calitate în aplicații tehnice. In marketing, problemele calității sunt concentrate pe factorii determinanți ai comportamentului de cumpărare și satisfacția clienților. In managementul operațiilor, calitatea este tratată în relație cu practicile de inginerie și controlul fabricației.
Calitatea superioară a produselor sau serviciilor oferite de firme constituie criterii de bază pentru obținerea satisfacției clienților și profitabilității firmelor. Un nivel ridicat de calitate va determina o satisfacție mai deplină a clientului, permițând deseori reducerea costurilor, creșterea profitabilității și asigurarea competitivității produselor/serviciilor pe piață.

## Definițiile calității
Există numeroase definiții ale termenului calitate, care exprimă un înțeles diferit pentru domenii diferite, formulate de experți diferiți în calitate. Totuși, variantele de definiții acceptate mai frecvent sunt următoarele:
-"corespunzător pentru utilizare" (Cf. J.M.Juran)
"conformitate cu cerințele" (Crosby)
-"un ansamblu de caracteristici ale unui produs sau serviciu care îi conferă acestuia aptitudinea de a satisface necesități exprimate sau implicite" (SR ISO 8402:1995); "măsura în care un ansamblu de caracteristici intrinseci îndeplinește cerințele"; conform acestei definiții, calitatea nu este exprimată printr-o singură caracteristică, ci printr-un ansamblu de caracteristici;
-modele ale calității pentru afaceri, care includ Premiul Deming (Deming Prize), Modelul de Excelență European EFQM (EFQM Excellence Model) , Malcolm Baldrige National Quality Award, Canada Awards for Excellence.
Definiția "corespunzător pentru utilizare" este cea mai cuprinzătoare și mai conceptuală în natură. Această definiție accentuează necesitățile clienților și se focalizează pe utilizarea produsului, respectiv asigurarea serviciului prestat.
Definiția calității ca fiind "conformitatea cu cerințele (sau cu specificațiile)" este cea mai obișnuită definiție  utilizată de compartimentele organizației cele mai apropiate de producerea fizică a bunurilor sau de livrarea serviciilor.
Referitor la definiția calității din standardul SR ISO 8402 este util de menționat că termenul "calitate" nu ar trebui utilizat în interpretarea greșită de "grad de excelență", într-un sens comparativ sau pentru evaluări în sens cantitativ, deoarece aceste semnificații satisfac numai o parte a definiției. Pe de altă parte, "gradul de excelență" este o definiție vagă, deoarece excelența este alt termen dificil de definit.
"Necesitățile" invocate în definiția standardizată a calității sunt exprimate prin caracteristici cu criterii specificate care pot include aspecte privind performanțele, aptitudinea de utilizare,dependabilitatea (siguranță în funcționare), securitatea nucleară, protecția mediului, considerente economice și estetice.
O definiție alternativă celei din standard este enunțată de A.M. Enătescu ș.a. :"Calitatea este abilitatea unui ansamblu de caracteristici intrinseci ale unui produs, sistem sau proces de a îndeplini cerințe ale clientului sau ale altor părți interesate." Această definiție este apropiată ca semnificație de cea dată în standard.
Într-o definiție foarte generală din Dicționarul explicativ al limbii române DEX online se afirmă: "Calitatea este totalitatea însușirilor și laturilor esențiale în virtutea cărora un lucru este ceea ce este, deosebindu-se de celelate lucruri. Însușire (bună sau rea), fel de a fi (bun sau rău)."     
Enciclopedia Britanică oferă o definiție a calității în filozofie : "o proprietate care se aplică obiectelor considerate separat, în contrast cu relația care se aplică obiectelor luate în perechi, câte trei etc...."
Webster's Online Dictionary prezintă următoarele definiții pentru termenul calitate :
٭un atribut esențial și distinctiv a ceva sau al cuiva;
٭grad de excelență sau valoare;
٭o proprietate caracteristică ce definește natura aparent individuală a ceva;
٭o stare socială superioară, "un om de calitate".
American Society for Quality (ASQ) (Societatea Americană pentru Calitate) Arhivat în 4 decembrie 2016, la Wayback Machine. menționează :"Calitatea este un termen subiectiv pentru că fiecare persoană sau sector are propria sa definiție. In utilizarea sa din tehnică, calitatea poate avea două semnificații: 1. caracteristicile unui produs sau serviciu care se referă la abilitatea acestuia de a satisface necesități exprimate sau implicite; 2. un produs sau un serviciu fără deficiențe". Este de observat că definiția de la punctul 1 este identică cu cea din Standardul Internațional ISO 8402:1994.
Business Dictionary (Dicționarul de Afaceri) Arhivat în 24 august 2017, la Wayback Machine. include definiții generale, obiective și subiective ale calității:
1. Generală : Măsură a excelenței sau starea de a fi lipsit de defecte, deficiențe și variații semnificative.
2. Fabricație : Aderarea strictă și consistentă la standarde măsurabile și verificabile pentru a ajunge la uniformitatea rezultatului care să satisfacă cerințele specifice ale clienților sau utilizatorilor.
3. Obiectivă : Aspect măsurabil și verificabil al unui lucru sau fenomen, exprimat în cifre sau cantități, ca de exemplu greutate mică sau greutate mare, grosime sau subțirime, duritate mică (moliciune) sau duritate mare.
4. Subiectivă : Atribut, caracteristică sau proprietate a unui lucru sau fenomen, care poate fi observat și interpretat și poate fi aproximat (cuantificat), însă nu poate fi măsurat, ca de exemplu: frumusețe, simț, miros, gust.
Unele definiții și comentarii nuanțate ale calității au fost elaborate de Compania Praxiom Research Group Limited din Canada, pe baza definițiilor formale din standardul ISO 9000: 2005, care consideră că Arhivat în 4 august 2009, la Wayback Machine. : "Calitatea a ceva poate fi determinată prin compararea unui set de caracteristici inerente cu un set de cerințe. Dacă acele caracteristici inerente satisfac toate cerințele, este obținută o calitate ridicată sau excelentă. Dacă acele caracteristici nu satisfac toate cerințele, se obține un nivel de calitate slab sau inferior.
Calitatea este, prin urmare, o problemă de grad (valoare relativă). Ca urmare, problema centrală a calității este: cât de exact acest set de caracteristici inerente este conform cu acest set de cerințe? Pe scurt, calitatea a ceva depinde de un set de caracteristici inerente și de un set de cerințe și de cât de exact cele dintâi sunt conforme cu cele din urmă.
In conformitate cu această definiție, calitatea este un concept relativ. Prin legarea calității cu cerințele, în ISO 9000:2005 se susține că [conceptul de] calitate a ceva (a unui lucru) nu poate fi stabilit în vid. Calitatea este totdeauna relativă la un set de cerințe."
David A. Garvin (1988) a definit opt "dimensiuni ale calității" : calitatea performanței, trăsăturile sau caracteristicile complementare, fiabilitatea, calitatea de conformitate, durabilitatea, ușurința efectuării mentenanței, caracteristici estetice, calitatea percepută (vezi TQM)
O definiție originală a calității a fost introdusă de Dr. Genichi Taguchi prin conceptul de "quality by design" , cu sensul de calitate (obținută) prin proiectare : calitatea trebuie construită la proiectarea produsului, pentru a se asigura că produsul va atinge în mod consistent o calitate predefinită la sfârșitul procesului de fabricație. .

## Managementul calității
Managementul calității reprezintă ansamblul activităților funcției generale de management care determină politica în domeniul calității, obiectivele și responsabilitățile și care le implementează în cadrul sistemului calității prin mijloace cum ar fi planificarea calității,controlul calității, asigurarea calității și îmbunătățirea calității (cf. SR ISO 8402:1995, op.cit.). Pe scurt, managementul calității include toate activitățile pe care organizațiile le implementează pentru a conduce, a controla și a coordona calitatea.
Managementul calității reprezintă responsabilitatea tuturor nivelurilor de management, însă rolul de coordonare revine managementului de la nivelul cel mai înalt al organizației.
Managementul de la nivelul cel mai înalt elaborează politica în domeniul calității, care cuprinde obiectivele și orientările generale ale organizației, referitoare la calitate. Obiectivele calității sunt implementate în cadrul unui  sistem de management al calității.
J.M.Juran (1986) consideră că managementul calității constă din trei procese manageriale principale orientate pe calitate:
٭planificarea calității;
٭controlul calității;
٭îmbunătățirea calității.
Aceste trei procese au fost denumite "trilogia calității", denumită de Institutul Juran "trilogia lui Juran".
Cele trei categorii de procese manageriale sunt interdependente.
Planificarea calității urmărește crearea unui proces care va fi capabil să satisfacă obiectivele calității în condițiile operaționale. Controlul calității este procesul aplicat pentru satisfacerea obiectivelor calității în timpul operațiilor. Îmbunătățirea calității este procesul pentru atingerea unor niveluri de performanță fără precedent, superioare față de performanța planificată. (Vezi TQM pentru detalii).

## Calitatea vieții
Îmbunătățirea calității vieții a fost și rămâne un obiectiv major pentru comunități, politicieni, economiști, națiuni. Conceptul de calitatea vieții poate fi definit ca fiind "gradul în care o persoană se bucură de posibilitățile importante ale vieții sale". Arhivat în 8 august 2009, la Wayback Machine. Posibilitățile rezultă din oportunitățile și limitările pe care fiecare persoană le are în viața sa și reflectă interacțiunea cu factorii personali și de mediu. Acest concept are însă caracter subiectiv: calitatea vieții poate fi înțeleasă în moduri diferite, de diferite persoane din diferite zone geografice sau contexte culturale.
Dicționarul Dex online oferă următoarea definiție „Calitatea vieții este o categorie sociologică desemnând totalitatea posibilităților oferite individului de către societate în vederea organizării existenței sale după cerințele și dorințele proprii.”
Cercetările asupra calității vieții s-au concentrat pe două metodologii principale de măsurare. Prima metodologie, denumită "bunăstarea subiectivă" se bazează pe niveluri raportate personal de fericire, plăcere, împlinire și altele asemenea. A doua metodologie utilizează așa-numita măsurare "obiectivă" a calității vieții, prin indicatori cuantificabili sociali, economici și de sănătate. De exemplu, măsurile obiective includ indicatori de producție economică, grad de cultură generală, speranța de viață etc.-date care pot fi colectate fără a analiza direct persoanele evaluate.
Robert Costanza et al (2008, op.cit.) au propus o combinare a abordărilor obiective și subiective, elaborând următoarea definiție integrată : "Calitatea vieții este gradul în care necesitățile obiective umane sunt îndeplinite în relație cu percepțiile personale sau de grup ale "bunăstării subiective". Necesitățile umane sunt necesități de bază pentru trai, reproducere, securitate, afecțiune etc. "Bunăstarea subiectivă" este estimată prin răspunsurile indivizilor sau ale grupurilor la întrebări despre fericire, satisfacția vieții, utilități (avantaje) sau bunăstare.
The Economist Intelligence Unit a elaborat în anul 2005 un "indicator al calității vieții" (quality of life index-l.engl.) care se bazează pe o metodologie unică ce leagă rezultatele analizelor satisfacției subiective a vieții cu factorii obiectivi ai calității vieții în diferite țări. Acest indicator a fost calculat pe baza datelor din 111 țări și teritorii.
Indicatorul calității vieții include 9 factori ai calității vieții, pentru determinarea "scorului" națiunilor și anume: 1. Sănătatea; 2. Viața de familie; 3. Viața comunității; 4. Bunăstarea materială (PIB pe persoană, în $); 5. Stabilitatea politică și securitatea; 6.Climă și geografie; 7. Siguranța locurilor de muncă (măsurată prin rata de șomaj); 8. Libertatea politică; 9. Egalitatea de gen (măsurată prin ponderea  femeilor în adunările naționale sau parlamente).
In anul 2005, pe baza acestui indicator România era clasată pe locul 58.
Măsurarea obiectivă a calității vieții -prin indicatori cuantificabili -este posibilă cu ajutorul indicelui dezvoltării umane (human development index (HDI)- l.engl.), introdus de United Nations Development Programme (UNDP),încă din 1990, care reprezintă bunăstarea umană la nivel național sau regional. Cu cât este mai mare valoarea indicelui HDI, cu atât este mai ridicată calitatea vieții umane.
In anul 1990 a fost înființat în România Institutul de Cercetare a Calității Vieții având ca obiective efectuarea de cercetări în domenii de interes, în contextul transformărilor politice, economice și sociale de după 1989 :politici sociale și calitatea vieții.

## Măsurarea calității
Măsurarea calității constă în cuantificarea nivelului curent al performanței în conformitate cu standarde de performanță. Evaluarea calității măsoară diferența dintre performanța așteptată și cea reală, pentru a identifica oportunitățile de îmbunătățire a calității.
Standardele de performanță pot fi stabilite pentru diferitele dimensiuni ale calității, de exemplu calitatea performanței tehnice, calitatea de conformitate etc. Măsurarea calității produselor, proceselor sau serviciilor necesită colectarea și analiza informațiilor, exprimate în termenii măsurătorilor și metricilor asociate măsurărilor. Uneori, măsurarea calității este utilizată pentru interpretarea calității ca procentaj de elemente conforme sau neconforme din lot.
Știința măsurării cantitative a uneia sau  a mai multor caracteristici ale calității este denumită calimetrie (fr.qualimétrie). Arhivat în 24 iulie 2019, la Wayback Machine. O definiție dezvoltată a calimetriei este următoarea: "disciplina științifică ce se ocupă cu cuantificarea, măsurarea, aprecierea, evaluarea calității produselor, proceselor, serviciilor".. Calimetria nu trebuie confundată cu calitologia, care este definită ca fiind știința despre calitate. Această denumire a apărut în urma răspîndirii standardelor din seria ISO 9000.
Termenul calimetrie a fost adoptat de EOQC (Organizația Europeană a Calității) în anul 1971 și oficializat în 1981, ca "știință a măsurării calității". In referințele bibliografice rusești, de exemplu se menționează că disciplina științifică "calimetrie", definită ca teorie științifică care studiază și realizează metodele estimării calității, a fost dezvoltată în fosta U.R.S.S. de către Garri Gaikovici Azgaldov, începînd din 1968.
Măsura calității reprezintă măsura cantitativă a caracteristicilor și atributelor unui produs. Măsura calității atribuie valori numerice unei caracteristici specifice de calitate. Măsurile calității pot fi de diferite forme : măsuri fizice și chimice, procentul de produse neconforme cu specificațiile, indicele demeritelor etc.
Prin nivel de calitate  se înțelege o măsură relativă a calității, obținută prin compararea valorilor observate cu valorile impuse. Evaluarea nivelului de calitate obținut în urma procesului de fabricație al produsului implică cunoașterea caracteristicilor sale de calitate, prin măsurare, numărare etc.
Nivelul de calitate se poate exprima sub forma:
٭unui calificativ (calitate excepțională, nivel corespunzător, nivel scăzut);
٭unui indicator de calitate, indice sau coeficient.
În industrie, pentru măsurarea calității produselor se procedează la măsurarea unor caracteristici de calitate ale produselor, precum și la determinarea unor indicatori, indici sau coeficienți ai calității.
Indicatorii calității produselor sunt expresii cantitative ale caracteristicilor acestora și arată măsura în care un anumit produs , în timpul utilizării, îndeplinește condițiile specifice destinației sale. Sistemul de indicatori ai calității produselor este format din două grupe : indicatori pentru aprecierea performanțelor calitative și indicatori pentru aprecierea lipsei de calitate.
Caracteristica de calitate a unui produs, proces sau sistem  reprezintă trăsătura distinctivă intrinsecă a acestuia referitoare la o cerință. Măsurarea unei caracteristici de calitate constă în obținerea valorii numerice prin care se exprimă valoarea absolută a acelei caracteristici în anumite unități de măsură.
Caracteristicile de calitate ale produselor se pot grupa astfel:
٭caracteristici tehnice;
٭caracteristici economice;
٭caracteristici sociale;
٭caracteristici de disponibilitate;
٭caracteristici psihosenzoriale;
٭caracteristici ergonomice;
٭caracteristici comportamentale.
Caracteristicile tehnice reprezintă atribute indispensabile ale calității produselor care vizează concepția constructiv-funcțională, parametrii de funcționare, proprietățile fizico-chimice sau biologice etc. Exemple : densitate, randament etc.
Caracteristicile economice reflectă economic nivelul tehnic al produsului și costurile de funcționare, inclusiv cheltuielile de mentenanță.
Caracteristicile sociale vizează efectele pe care le au sistemele tehnologice de realizare a produselor, precum și utilizarea acestora asupra mediului natural, asupra siguranței și sănătății oamenilor.
Caracteristicile de disponibilitate reflectă aptitudinea, capacitatea produselor de a-și realiza funcțiile utile de-a lungul duratei de viață a acestora, aptitudine definită prin două concepte: fiabilitate și mentenabilitate.
Caracteristicile psihosenzoriale se referă la efectele de ordin estetic, organoleptic etc. pe care produsele le au asupra utilizatorilor (consumatorilor) prin formă, culoare, gust, văz, auz, miros, sau caracteristici determinate prin senzații ( de frig, de cald, de moale, de tare).
Caracteristicile ergonomice exprimă de exemplu gradul de confort, caracteristici fiziologice sau referitoare la securitatea individului.
Caracteristicile comportamentale se referă de exemplu la curtoazie, onestitate, sinceritate etc. Au o relevanță semnificativă în estimarea calității serviciilor.
Prin compararea caracteristicilor de calitate reale, efective cu cele prevăzute în documentația tehnică, în norme și în standarde se evaluează calitatea produselor, proceselor, serviciilor etc.

## Calitatea produselor
Calitatea unui produs reprezintă ansamblul de caracteristici ale produsului care îi conferă acestuia capabilitatea de a satisface cerințe și dorințe ale clienților. Pe baza acestei definiții, un produs va fi "de calitate" în măsura în care ansamblul de caracteristici va satisface cerințele clienților (sau ale consumatorilor, ale pieței); în alți termeni, satisfacția clienților este o măsură a calității produselor.
Există mai multe abordări pentru descrierea generală a calității produselor.
Abordarea bazată pe fabricație (sau pe proces)  se referă în esență la proiectarea, ingineria produsului și procesele de fabricație implicate în fabricarea acestuia. In această opinie, calitatea se măsoară prin gradul de conformitate cu specificațiile și cerințele predeterminate și abaterile identificate față de aceste cerințe. Prin măsurare este identificată calitatea de conformitate care se realizează în procesul de producție și care este determinată de starea proceselor tehnologice, de calitatea utilajelor, dispozitivelor, sculelor, activitățile de urmărire și control. Definiția calității ca fiind "conformitatea cu cerințele" aparține lui Ph. B.Crosby (vezi secțiunea Definițiile calității). Această definiție se poate utiliza numai în situația precizării cerințelor, specificate prin contracte sau în studii de marketing.
Abordarea bazată pe utilizator. Pentru utilizatori, un produs de calitate superioară este cel care prin caracteristicile sale satisface cel mai bine dorințele și așteptările. Potrivit acestei abordări, calitatea produsului reprezintă aptitudinea de a fi corespunzător pentru utilizare ("fitness for use"), concept susținut de J.M.Juran. Prin îmbunătățirea caracteristicilor de calitate proiectate se asigură o calitate de proiectare superioară.
A treia abordare referitoare la calitate este de a considera produsul ca sistem care încorporează acele caracteristici ce aparțin direct operării și funcționării produsului. Această abordare include o suprapunere a abordărilor bazate pe fabricație și pe consumator sau utilizator.
Uneori se deosebește și o calitate de livrare, caracterizată de lipsa deficiențelor produsului livrat de furnizor. Existența unor deficiențe cum sunt defectele, întârzieri, reprelucrări (rework- l.engl.) și rebuturi pe întregul lanț de creare a valorii până când produsul este livrat la consumatorul final este asociată cu o calitate slabă.
Disponibilitatea produsului este forma cea mai completă de manifestare a calității pe durata de viață a produsului (în exploatare). Disponibilitatea reprezintă aptitudinea unui produs de a-și îndeplini funcția în condiții impuse de aspectele combinate de fiabilitate, mentenabilitate și de organizare a acțiunilor de mentenanță, într-un interval de timp specificat. Un produs poate fi utilizat în scopul pentru care a fost creat, adică poate fi "disponibil", dacă prezintă fiabilitate și mentenabilitate (întreținere și reparare ușoară).

## Calitatea proceselor
Calitatea procesului se referă la gradul în care un proces acceptabil, inclusiv măsurători și criterii de calitate, a fost implementat și este conform cu standarde prestabilite, ghiduri etc. pentru a produce artefacte. Calitatea procesului este măsurată nu numai prin gradul în care procesul este conform cu o calitate superioară, ci și prin gradul de calitate al produselor rezultate din proces. La estimarea calității procesului se ia în considerare starea implementării curente a procesului, în comparație cu implementarea planificată. Un proces "de calitate" prezintă aptitudinea de a reproduce menținerea sub control a fluxului procesului.
Conceptul de calitatea procesului se aplică de asemenea la dezvoltare, planificarea producției, management, administrație și procese de achiziție.
Calitatea proceselor implică : planificarea menținerii sub control a proceselor, asigurarea capabilității proceselor, calitatea furniturilor, utilităților și condițiile de mediu.
Planificarea menținerii sub control a proceselor presupune : stabilirea unor proceduri documentate care definesc metodele de producție, de montaj și de service, evaluarea eficacității potențiale a proceselor, stabilirea localizării posturilor de verificare a calității pe fluxul tehnologic și stabilirea metodelor de măsurare, monitorizarea și controlul parametrilor procesului tehnologic.
Capabilitatea procesului reprezintă aptitudinea acestuia de a satisface obiectivele calității în condiții operaționale (cf.J.M.Juran, op.cit.). Analiza capabilității unui proces se efectuează pe baza măsurării caracteristicii de calitate a produsului rezultat în urma procesului.
Analiza capabilității procesului necesită parcurgerea următoarelor etape:
Determinarea stabilității procesului. Procesul de fabricație este stabil sau în stare de control dacă se află numai sub influența cauzelor întâmplătoare, cauzele sistematice fiind eliminate. Dacă procesul este instabil, se impune aducerea sa în stare de control.
Verificarea normalității repartiției prin aplicarea testelor de normalitate. In mod obișnuit, caracteristicile de calitate măsurabile se repartizează statistic după legea normală de repartiție (legea lui Gauss).
Calcularea coeficienților sau indicilor care indică precizia procesului.
Unul dintre indicii utilizați pentru aprecierea capabilității proceselor tehnologice este indicele (indicatorul) de capabilitate al procesului Cp, determinat cu relația:
Cp = (TS - TI)/6s
în care TS și TI reprezintă limitele superioară și respectiv inferioară ale cîmpului de toleranță, iar s este abaterea standard a mărimii (caracteristicii) măsurate.
Pentru a se asigura capabilitatea permanentă a proceselor, în sensul capacității proceselor de a realiza produsul conform cu specificațiile este necesară mentenanța corespunzătoare a echipamentelor utilizate în procese.
In sectorul proceselor de producție pot exista următoarele categorii de procese
٭Procese dominate de oameni (de operatori);
٭Procese dominate de mașini (utilaje);
٭Procese dominate de reglaje;
٭Procese dominate de componente.
Procesele dominate de oameni se regăsesc frecvent în domeniul serviciilor. Calitatea serviciului depinde în aceste cazuri de calificarea, competența și responsabilitatea prestatorului de serviciu.
Procesele dominate de mașini (utilaje). Într-o mare măsură, calitatea proceselor de fabricație depinde de capacitatea mașinilor de a realiza produse în limitele specificațiilor , de stabilitatea proceselor etc. Pentru a evita modificarea caracteristicilor de calitate ale produsului este necesară efectuarea unor  analize periodice ale capabilității mașinilor (prin calculul indicelui de capabilitate) și stabilirea stării procesului (ca reglaj și precizie).
Procese dominate de reglaje. Documentația de fabricație trebuie să furnizeze operatorilor mijloace pentru reglarea precisă și verificarea reglajelor înainte ca operațiile tehnologice să fie inițiate. Utilizarea unor mijloace de monitorizare a proceselor, sau a unor metode de control statistic al proceselor permit menținerea sub control a proceselor și asigurarea calității acestora.
Procese dominate de componente. Aceste procese se bazează pe calitatea componentelor realizate într-o fază anterioară : semifabricate, părți componente etc. In aceste situații este necesară verificarea componentelor înainte de introducerea lor în proces.

## Calitatea serviciilor
Activitățile întreprinderilor din sfera serviciilor se deosebesc în multe privințe de activitățile desfășurate în întreprinderi producătoare de produse materiale, de aceea și perceperea calității serviciilor este mai dificilă.
Serviciul este "rezultatul generat prin activități la interfața furnizor/client și prin activități interne la furnizor pentru a răspunde cerințelor clientului." (cf. ISO 9004-2). Prestarea serviciului este o activitate sau un proces efectuat de persoane, care este orientat pe satisfacerea cerințelor clienților (externi sau interni). Clienții interni sunt cei din propria organizație prestatoare de servicii.
Prestarea unui serviciu poate implica, de exemplu, următoarele:
- o activitate desfășurată asupra unui produs material furnizat de client (de exemplu, un autoturism care trebuie reparat);

- o activitate desfășurată asupra unui produs imaterial furnizat de client (de exemplu, declarația de venit necesară pentru pregătirea rambursării unei taxe);

- livrarea unui produs imaterial (de exemplu, livrarea de informații atunci când se transmit cunoștințe);

- crearea unei ambianțe pentru client (de exemplu, în hoteluri și restaurante).

Serviciile prezintă o serie de caracteristici specifice care le deosebesc de activitățile de producere a bunurilor materiale: *Intangibilitatea multor servicii : prin natura lor, multe servicii sunt imateriale, ele nu pot fi gustate, palpate sau auzite înainte de a fi "consumate" ( de exemplu, servicii turistice, divertismentul sau o consultanță financiară);
- Inseparabilitatea : suprapunerea momentului de producere și de consumare a serviciului;

- Nestocabilitatea : serviciile nu pot fi stocate pentru a fi utilizate ulterior;

- Interacțiunea puternică client-prestator : clientul căruia i se prestează un serviciu este fizic prezent la efectuarea acelui serviciu personal, de exemplu în cazul serviciilor de alimentație, al serviciilor medicale etc.

Cerințele pentru servicii trebuie să fie clar definite sub forma unor caracteristici observabile de către client și susceptibile de a fi evaluate de către acesta.
Analiza prealabilă a așteptărilor și cerințelor clienților trebuie să precizeze :
- caracteristicile serviciului sau prestării serviciului;

- serviciul minim asigurat prin prestare;

- „serviciul plus” care permite diferențierea de concurență.

Pentru anumite servicii imateriale, „vizibilizarea” componentelor „satisfacției clienților” ,traducerea cerințelor în proceduri care încadrează activități este o sarcină indispensabilă pentru îmbunătățirea continuă a calității.
Semnificația caracteristicilor calității serviciilor și categoriile de caracteristici pot varia considerabil în funcție de natura serviciilor.
Nu există un consens general asupra caracteristicilor calității serviciilor. Christian Grönroos (1984) distinge două dimensiuni ale calității serviciilor, care sunt percepute și evaluate de către clienți: calitatea tehnică și calitatea funcțională.
Calitatea tehnică a serviciului se concentrează pe ceea ce este furnizat de organizația prestatoare de servicii ca rezultat tehnic al procesului de prestare. Calitatea funcțională se concentrează pe modul în care este furnizat serviciul. Grönroos sugerează că atributul de calitate funcțională este mai important decât calitatea tehnică în multe piețe de produse, motivul fiind că competența tehnică este un factor de calificare pentru nivelul de intrare spre a fi furnizor de servicii în aceste piețe. Modelul propus de Grönroos aparține așa-numitei "școli nordice" asupra calității serviciilor.
Modelul SERVQUAL al calității serviciilor, elaborat de Berry, Zeithaml și Parasuraman (1990) a identificat cinci dimensiuni principale ale calității serviciilor: fiabilitate, sensibilitate, asigurare, empatie, tangibilitate.(Vezi TQM). Conceptualizarea propusă de modelul SERVQUAL domină în prezent, însă modelul este criticat pentru că cele cinci dimensiuni sunt atât de generale încât pot limita utilitatea lor în anumite contexte de servicii.
Standardul internațional ISO 9004-2 propune următoarele caracteristici ale serviciilor :
٭calitatea accesului la serviciu și disponibilitatea serviciului;
٭siguranța și securitatea serviciului;
٭fiabilitatea și dependabilitatea serviciului;
٭atractivitatea facilităților asociate cu serviciul (de exemplu, decorul din interiorul unui restaurant);
٭întârzierea serviciului (caracteristică de non-calitate), durata prestării, durata proceselor de prestare;
٭igiena serviciului și curățenia furnizorilor de servicii;
٭competența și cunoștințele furnizorilor de servicii;
٭curtoazia, atenția și abilități de comunicare;
٭cantitatea și tipurile de accesorii și materiale asociate serviciului.
Calitatea accesului la serviciu depinde de posibilitatea de a contacta operativ prestatorul, de a afla operativ toate informațiile necesare asupra serviciilor oferite, competențele de comunicare cu clientul fiind foarte importante.
Disponibilitatea serviciului depinde de respectarea termenelor de livrare stabilite, de promptitudinea servirii clienților. Disponibilitatea serviciului este un termen care exprimă în ce perioadă poate fi accesat acel serviciu. Este esențial ca perioada în care serviciul este disponibil să fie clar definită pentru toți utilizatorii : orele de utilizare, variații sezoniere, perioade definite de mentenanță programată.
Pentru servicii specifice pot exista caracteristici de calitate special formulate.
Măsura calității serviciilor este evaluarea de către clienți. Unele date statistice și diagrame de control folosite la evaluarea calității în sectoare de producție pot fi aplicate și pentru servicii.
În sectorul  serviciilor medicale, pentru evaluarea calității se pot utiliza observații directe ale performanțelor personalului medical, combinate cu evaluarea indirectă prin interviuri cu pacienții
Măsurarea gradului de satisfacție a clienților se realizează prin metode relativ precise, ca de exemplu metoda indicilor, metoda demeritelor (penalizării defectelor) sau anchete asupra satisfacției. Determinarea percepției clienților poate include obținerea de informații din surse cum sunt date de la clienți asupra calității serviciului prestat, analiza pierderilor afacerii datorate non-calității, rapoarte utilizate de către operatorii comerciali etc.

## Asigurarea calității asistată de calculator (CAQ)
Asigurarea calității asistată de calculator (CAQ) este o aplicație inginerească a calculatoarelor și mașinilor comandate de calculator pentru definirea și inspecția calității produselor. Acest concept include : analiza toleranțelor dimensionale, utilizând informațiile despre produse și fabricație (PMI) asupra modelelor CAD (Computer-aided design), inspecția asistată de calculator cu mașini de măsurat în coordonate, compararea datelor obținute prin intermediul tehnologiilor de scanare 3D a pieselor fizice față de modele CAD, FMEA, Controlul Statistic al Proceselor.

## Vezi și
- PPAP (Proces de aprobare a pieselor în producție)
- Calitatea serviciilor (în telecomunicații)
- Critic pentru calitate